# Melitaea pavlitzkajana
Melitaea pavlitzkajana är en fjärilsart som beskrevs av Leo Andrejewitsch Sheljuzhko 1943. Melitaea pavlitzkajana ingår i släktet Melitaea och familjen praktfjärilar. Inga underarter finns listade i Catalogue of Life.